# Der Ghost Writer
Der Ghost Writer (auch: Der Ghostwriter, englisch: The Ghost Writer) ist ein Roman des amerikanischen Schriftstellers Philip Roth, der im Jahr 1979 beim New Yorker Verlag Farrar, Straus and Giroux veröffentlicht wurde. Er bildet den Auftakt der Zuckerman-Trilogie um den jüdisch-amerikanischen Schriftsteller Nathan Zuckerman, die 1981 mit Zuckerman Unbound (deutsch: Zuckermans Befreiung, 1982) und 1983 mit The Anatomy Lesson (deutsch: Die Anatomiestunde, 1986) fortgesetzt wurde. Die deutsche Übersetzung von Werner Peterich erschien 1980 beim Carl Hanser Verlag.

## Inhalt
Der 23-jährige Nachwuchsautor Nathan Zuckerman besucht sein verehrtes Vorbild, den berühmten Schriftsteller E. I. Lonoff. Dieser hat sich sein Leben lang gegen jede Popularität seines Werkes und seiner Person gewehrt und lebt inzwischen, von der Öffentlichkeit halb vergessen, in einem abgeschiedenen Farmhaus in Neu England. Dort führt er ein einfaches und karges Leben und bemüht sich, in einem täglichen bedrückenden Ritual, literarische Texte hervorzubringen, die am Ende doch nicht seinen hohen Maßstäben genügen können. Lonoffs Ehefrau Hope leidet nach 35-jährige Ehe unter der Einsamkeit wie unter der Freudlosigkeit ihres Mannes. Sie leidet auch unter einem Besuch, den das Paar in ihrem Farmhaus beherbergt: der 26-jährigen Studentin Amy Bellette, die Lonoffs Manuskripte für eine mögliche Spende an die Harvard University sichtet. Zuckerman ist sofort fasziniert von der jungen Frau mit ihrem überproportional großen Kopf und dem fremdartigen Akzent.
Nach einigen Freundlichkeiten, mit denen der alternde Schriftsteller die bisherigen Schreibversuche Zuckermans bedenkt und die dem jungen Nachwuchsautor viel bedeuten, lässt Lonoff seinen Gast in seinem Arbeitszimmer übernachten. Ehrfurchtsvoll durchstöbert Zuckerman den Schreibtisch und die Bibliothek seines Gastgebers. Dann sinniert er über sein eigenes Leben und insbesondere die Beziehung zu seinem Vater, einem Fußpfleger, die unter der Zurückweisung einer Erzählung leidet, die der Sohn seinem Vater zur Begutachtung vorgelegt hat. Zuckermans bislang ambitioniertester Text mit dem Titel Höhere Erziehung basiert auf einer Begebenheit in der eigenen jüdischen Familie. Die offene Darstellung menschlicher Schwächen, besonders die Entlarvung der Habgier seiner Protagonisten, beschmutzt laut Zuckermans Vater nicht nur die Familienehre, sondern die Ehre sämtlicher Juden. Der Vater zieht sogar den jüdischen Honoratior Richter Wapler hinzu, um Einfluss auf seinen Sohn auszuüben, und dieser wirft seinem ehemaligen Günstling Judenfeindlichkeit vor und stellt ihn gedanklich in die Nähe von Julius Streicher und Joseph Goebbels.
Nur zu gerne würde Zuckerman seinem Vater die freundliche Anerkennung Lonoffs für seine Arbeiten entgegenhalten. Doch setzt er in dieser Nacht vergeblich einen Antwortbrief auf. Abgelenkt wird er durch Geräusche im ersten Stock, wo Amy Bellette Lonoff ihre Liebe gesteht und ihn zu verführen versucht. Dieser weist sie ab, weil er trotz seiner Gefühle für die Studentin niemals seine Frau verlassen könnte. Aufgeheizt von dem Erlauschten phantasiert Zuckerman in der Nacht über Amy Bellette. Sie erinnert ihn nicht nur äußerlich an Anne Frank, er glaubt in ihr sogar das im Holocaust ermordete Mädchen wiederzuerkennen und malt sich aus, wie es diesem ergangen wäre, wenn sie das KZ Bergen-Belsen überlebt hätte. Sie wäre im Glauben, ihre gesamte Familie sei ermordet worden, in die USA emigriert und würde dort durch die Veröffentlichung des Tagebuchs der Anne Frank überrascht. Um die Wirkung ihres Zeitzeugenberichts nicht zu schmälern, würde ihr nichts anderes übrig bleiben, als ihr Überleben zu verheimlichen und ihren Vater Otto Frank nie mehr wiederzusehen. Stattdessen hätte sie sich in E. I. Lonoff einen Ersatzvater gesucht.
Am Morgen trifft Zuckerman am Frühstückstisch auf Amy Bellette und gibt sich Phantasien hin, in ihrer Person Anne Frank zu heiraten, das jüdische Mädchen schlechthin, was ihn in den Augen seiner Eltern, Richter Waplers und jedes anderen Mitglieds der jüdischen Gemeinschaft von allen Vorwürfen der Judenfeindlichkeit entlasten müsste. Doch wird ihm auch bewusst, dass gerade solche Phantasien in den Augen seiner Familie eine noch weitaus größere Blasphemie darstellen müssen, als seine harmlose Erzählung. Bevor Amy Lonoff nach dessen Zurückweisung verlässt, löst sie mit einer zweideutigen Bemerkung noch einen Ehekrach zwischen den Lonoffs aus. Hope will ihren Mann nach 35 Ehejahren endlich verlassen, und ihr freudloses Leben an seiner Seite an die junge Rivalin abtreten. Sie stürmt in den Schnee hinaus, und beschließt, nachdem der Wagen nicht angesprungen ist, zu Fuß bis nach Boston zu marschieren. Ihr Ehemann folgt ihr pflichtbewusst, nicht ohne dem jungen Nathan den Rat mitzugeben, die Ereignisse des vergangenen Tages aufzuschreiben.

## Hintergrund
Mit der Figur Nathan Zuckerman schuf Philip Roth ein Alter Ego, in dessen Leben er seine eigene Biografie spiegelte. Dabei persifliert er laut Thomas David in Der Ghost Writer den „heroischen Idealismus“, der seine ersten literarischen Arbeiten bestimmte. Philip Roth nannte den Roman eine „Pilgerreise zum Schutzpatron der Ernsthaftigkeit, zu E. I. Lonoff“. Im folgenden Roman Zuckermans Befreiung lässt Roth seinen Protagonisten die Reaktionen nacherleben, die er selbst auf seinen skandalumwitterten Bestseller Portnoys Beschwerden erhalten hatte. In Die Anatomiestunde durchlebt Zuckerman eine Lebens- und Schaffenskrise, in der sich Roth Anfang der 1980er Jahre befunden hatte. Mit Die Prager Orgie schloss Roth die Zuckerman-Trilogie mit einem Epilog ab, der „am Schrein des Leidens, in Kafkas besetztem Prag“ endet.
Franz Kafka ist dann auch ein Vorbild für die Figur E. I. Lonoffs, und Zuckermans Pilgerreise spiegelt Roths eigene Reisen Anfang der 1970er Jahre nach Prag, der Heimatstadt seines verehrten literarischen Vorbilds, auf denen er unter anderem den tschechischen Schriftsteller Milan Kundera kennengelernt hatte, dem Der Ghost Writer gewidmet ist. In der Gegenüberstellung des jungen Zuckerman mit dem renommierten Lonoff macht David einen Grundkonflikt in Roths literarischem Werk aus: der Konflikt zwischen dem individuellen Talent und der literarischen Tradition, die Zuckerman heraufbeschwört, um sich gegen sie zu behaupten. Neben Kafka war die Figur E. I. Lonoff nach Roths eigener Aussage auch durch den Maler Philip Guston beeinflusst. Seine Partnerin Claire Bloom erkannte in Lonoff hingegen ein Selbstporträt Roths und in Lonoffs abgeschiedenem Haus ein Spiegelbild von Roths Farmhaus in Connecticut.
In der Beschreibung Amy Bellettes machte Claire Bloom ihr eigenes Erscheinungsbild als junge Frau aus, und so wie Zuckerman die ermordete Anne Frank mit Amy Bellette verschmelzen lässt, beschrieb Bloom, selbst jüdischer Abstammung, eine verblüffende Ähnlichkeit zweier Porträts, die Roth auf seinem Schreibtisch nebeneinander aufgestellt hatte: eines der jungen Anne Frank und eines von ihr selbst in deren Alter. Lange vor Der Ghost Writer hatte Roth nach eigenem Bekunden über Anne Frank schreiben wollen, die für ihn „eine jüdische Heilige, ein jüdisches Gespent“ war. Als der Roman 1984 von der BBC und PBS unter der Regie von Tristram Powell verfilmt wurde, spielte Claire Bloom neben Mark Linn-Baker als Nathan Zuckerman und Sam Wanamaker als E. I. Lonoff die Rolle von Lonoffs Ehefrau Hope.

## Auszeichnungen
Das Komitee des Pulitzer-Preises wählte The Ghost Writer 1980 in der Kategorie Fiction aus. Das Pulitzer Board überstimmte diese Entscheidung jedoch und vergab den Preis an Norman Mailers Roman The Executioner’s Song. The Ghost Writer befand sich auch in der Shortlist des National Book Award.

## Ausgaben
- Philip Roth: The Ghost Writer. Farrar, Straus and Giroux, New York 1979, ISBN 0-374-16189-5.
- Philip Roth: Der Ghost Writer. Aus dem Amerikanischen von Werner Peterich. Hanser, München 1980, ISBN 3-446-13107-8.
- Philip Roth: Der Ghost Writer. Aus dem Amerikanischen von Werner Peterich. Volk und Welt, Berlin 1982.
- Philip Roth: Der Ghost Writer. Aus dem Amerikanischen von Werner Peterich. Rowohlt, Reinbek 2004, ISBN 3-499-23862-4.